# Diplasiolejeunea lanceolata
Diplasiolejeunea lanceolata är en bladmossart som beskrevs av Riclef Grolle. Diplasiolejeunea lanceolata ingår i släktet Diplasiolejeunea och familjen Lejeuneaceae.
Artens utbredningsområde är Ecuador. Inga underarter finns listade i Catalogue of Life.